# Heinrich Jakesch
Heinrich Jakesch (* 8. Januar 1867 in Prag; † 19. November 1909 ebenda) war ein tschechischer Künstler, jüngerer Bruder des Malers und Bildhauers Alexander Jakesch (1862–1934).